# Athi-Galana-Sabaki
Il fiume Athi-Galana-Sabaki è il secondo corso d'acqua più lungo del Kenya dopo il Tana. Ha una lunghezza complessiva di 390 km e un bacino di 70.000 km². La parte alta del fiume viene chiamata Athi; quella bassa, Galana o Sabaki.
L'Athi attraversa le pianure di Kapote e Athi e la città di Athi River, quindi svolta verso nordest e si unisce al fiume Nairobi. Nei pressi di Thika forma il sistema delle Fourteen Falls ("quattordici cascate") e poi svolta verso sud-sud-est ai piedi delle pareti dell'altopiano di Yatta, che chiude il suo bacino a est. Escludendo i numerosi piccoli affluenti nella parte alta del fiume, il principale tributario è il fiume Tsavo, che lo raggiunge a est del Kilimangiaro. In questa parte del suo corso il fiume attraversa il Parco nazionale di Tsavo Est, e le sue acque sono popolate da una ricca fauna che include ippopotami e coccodrilli.
Il suo corso inferiore (Galana-Sabaki) attraversa una zona arida e ricca di quarzo, dirigendosi a est verso l'oceano. In questo tratto la valle è punteggiata di piccoli laghi che si congiungono al fiume durante la stagione delle piogge. In questo periodo il fiume diventa più profondo e impetuoso, e le sue acque assumono un colore giallo torbido. Il fiume Galana dà anche luogo a un altro sistema di piccole cascate o rapide, note come Lugard Falls. Il fiume sfocia poi nell'Oceano Indiano, poco a nord-est di Malindi.